# Spindasis
Spindasis là một chi bướm ngày thuộc Họ Bướm xanh. Chi này được tìm thấy ở Châu Phi. Ở Phương Đông nó phân bố từ Sri Lanka đến Nhật Bản, Sundaland và Philippines.

## Các loài[1]
Các loài trong chi gồm:
- Spindasis aderna
- Spindasis apelles
- Spindasis apuleia
- Spindasis avriko
- Spindasis baghirmii
- Spindasis balina
- Spindasis banyoana
- Spindasis barnesi
- Spindasis batina
- Spindasis bellatrix
- Spindasis bitje
- Spindasis brunnea
- Spindasis buchanani
- Spindasis callimon
- Spindasis collinsi
- Spindasis congolanus
- Spindasis crustaria
- Spindasis cynica
- Spindasis davidsoni
- Spindasis ducalis
- Spindasis ella
- Spindasis elwesi
- Spindasis esilicolor
- Spindasis eslicolor
- Spindasis etolus
- Spindasis fracta
- Spindasis greeni
- Spindasis heathi
- Spindasis hiendlnayrii
- Spindasis homeyeri
- Spindasis hypargyros
- Spindasis icter
- Spindasis javanus
- Spindasis kaduglii
- Spindasis kallimon
- Spindasis kutu
- Spindasis learmondi
- Spindasis leechi
- Spindasis leonina
- Spindasis lohita
- Spindasis loxura
- Spindasis masilikazi
- Spindasis maximus
- Spindasis menelas
- Spindasis milleri
- Spindasis minima
- Spindasis montana
- Spindasis morii
- Spindasis morinis
- Spindasis mysteriosa
- Spindasis nairobiensis
- Spindasis natalensis
- Spindasis negrita
- Spindasis obscura
- Spindasis ohkuranis
- Spindasis pan
- Spindasis panasa
- Spindasis paradoxa
- Spindasis pindarus
- Spindasis pinheyi
- Spindasis prospera
- Spindasis pseudonyassae
- Spindasis rokana
- Spindasis rukma
- Spindasis sabulosa
- Spindasis scotti
- Spindasis seliga
- Spindasis senama
- Spindasis somalina
- Spindasis spindasoides
- Spindasis subaureus
- Spindasis takanonis
- Spindasis tavetensis
- Spindasis tavoyana
- Spindasis trimeni
- Spindasis waggae
- Spindasis wakabayasii
- Spindasis vixinga
- Spindasis vulcanus
- Spindasis zebrina